# I liga polska w koszykówce mężczyzn (1978/1979)
Polska Liga Koszykówki 1978/1979 – 45. edycja najwyższej klasy rozgrywkowej w męskiej koszykówce w Polsce. Obrońcą tytułu mistrza Polski było Wybrzeże Gdańsk, który zwyciężył w rozgrywkach Polskiej Ligi Koszykówki w sezonie 1977/1978. W rozgrywkach wystąpiło w sumie 10 zespołów.

## Tabela

### Grupa silniejsza
| Lp. | Drużyna         | M  | Mecze | Mecze | Punkty | Punkty | Punkty | Punkty   | Pkt |
| Lp. | Drużyna         | M  | W     | P     | +      | -      | +/-    | Stosunek | Pkt |
| --- | --------------- | -- | ----- | ----- | ------ | ------ | ------ | -------- | --- |
| 1.  | Śląsk Wrocław   | 30 | 22    | 8     | 2783   | 2557   | +226   | 1,0884   | 52  |
| 2.  | Resovia Rzeszów | 30 | 19    | 11    | 2534   | 2395   | +139   | 1,0580   | 49  |
| 3.  | Start Lublin    | 30 | 16    | 14    | 2484   | 2582   | -98    | 0,9620   | 46  |
| 4.  | Lech Poznań     | 30 | 14    | 16    | 2850   | 2817   | +33    | 1,0117   | 44  |

### Grupa słabsza
spadek do I ligi
| Lp. | Drużyna          | M  | Mecze | Mecze | Punkty | Punkty | Punkty | Punkty   | Pkt |
| Lp. | Drużyna          | M  | W     | P     | +      | -      | +/-    | Stosunek | Pkt |
| --- | ---------------- | -- | ----- | ----- | ------ | ------ | ------ | -------- | --- |
| 5.  | Wybrzeże Gdańsk  | 28 | 17    | 11    | 2503   | 2378   | +125   | 1,0526   | 45  |
| 6.  | Wisła Kraków     | 28 | 16    | 12    | 2440   | 2377   | +63    | 1,0265   | 44  |
| 7.  | Górnik Wałbrzych | 28 | 15    | 13    | 2695   | 2541   | +154   | 1,0606   | 43  |
| 8.  | Legia Warszawa   | 28 | 11    | 17    | 2493   | 2586   | -93    | 0,9640   | 39  |
| 9.  | Turów Zgorzelec  | 28 | 8     | 20    | 2223   | 2531   | -308   | 0,8783   | 36  |
| 10. | ŁKS Łódź         | 28 | 6     | 22    | 2121   | 2362   | -241   | 0,8980   | 34  |

Do ligi awansowały: Polonia Warszawa i Zagłębie Sosnowiec.

## Czołówka strzelców
1. Eugeniusz Kijewski (Lech Poznań) - 866
2. Edward Jurkiewicz (Wybrzeże Gdańsk) - 772
3. Eugeniusz Durejko (Lech Poznań) - 697
4. Mieczysław Młynarski (Górnik Wałbrzych) - 678
5. Jerzy Binkowski (Turów Zgorzelec) - 638
6. Zdzisław Myrda (Resovia Rzeszów) - 613
7. Zbigniew Słomiński (Górnik Wałbrzych) - 565
8. Zdzisław Raczek (Legia Warszawa) - 549
9. Ryszard Krajewski (ŁKS Łódź) - 519
10. Zbigniew Pyszniak (Start Lublin) - 505